# The Kaze
The Kaze (auch bekannt als Killa Klan Kaze) ist eine US-amerikanische Hip-Hop-Musikgruppe, die 1990 in der Stadt Memphis, Tennessee, gegründet wurde.

## Geschichte
Die Gruppe begann in den frühen 1990er Jahren, zusammen mit Mitgliedern von Scan Man und K-Rock, die später durch das Projekt Pat ersetzt wurden. Die Band verkürzte ihren Namen zu The Kaze und veröffentlichte ihr erstes und einziges Album „Kamakazie Timez Up“.
Gemeinsam bekannt als The Kaze, veröffentlichten die drei Künstler das Album mit der Produktion von Three 6 Mafia. Das Album sollte das einzige gemeinsame Projekt der Gruppe sein. Nach der Veröffentlichung gründeten MC Mack und Scan Man ihr Kamikaze-Label und lösten den Vertrag mit Prophet Entertainment.
Tennessees erste große Hip-Hop-Künstler veröffentlichten 1998 ihr erstes Album. Nachdem sich ihr zweites Album regional gut verkauft hatte, unterschrieben sie bei Lourd Records, die All About My Hustle 2001 landesweit veröffentlichten. Ihr zweites Album Universal war 2002 KamiKaze Up. Zu diesem Zeitpunkt unterschrieben sie mit DJ Pauls „Hypnotize Minds“ und kreierten auch ihr eigenes Label mit dem Titel Kami Kaze Inc. Im Jahr 2003 veröffentlichten sie ihr bevorstehendes Mixtape, Remastered, bei „Prophet Posse“. Im Jahr 2009 beschloss die Gruppe, das Label zu guten Bedingungen zu verlassen.

## Diskografie

### Alben
- Kamakazie Timez Up (1998)
- Kami Kaze (2001)

## Aktuelle Mitglieder
- MC Mack (1990)
- Lil Corb (1990)
- M. Child (1990)
- Scan Man (1990)
- Total Kayos (1990)
- Project Pat (1998)
- Nigaro (1995–2009)
- Pimp Teddy (1997–2011)